# Rött känguruäpple
Rött känguruäpple, Solanum aviculare är en potatisväxtart som beskrevs av Johann Georg Adam Forster. Rött känguruäpple ingår i släktet skattor som ingår i familjen potatisväxter. Inga underarter finns listade i Catalogue of Life.

## Bildgalleri

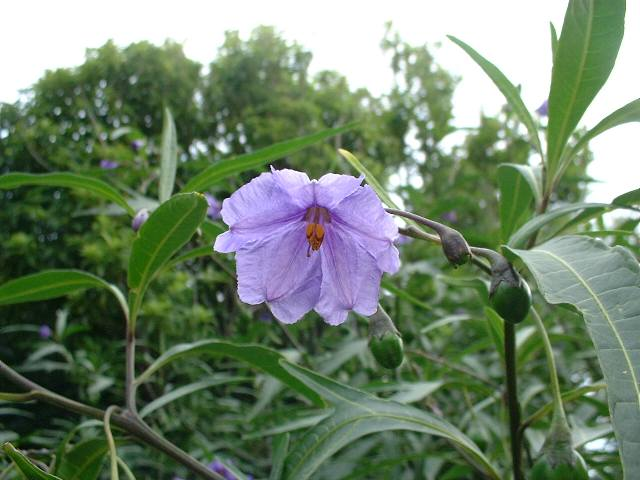
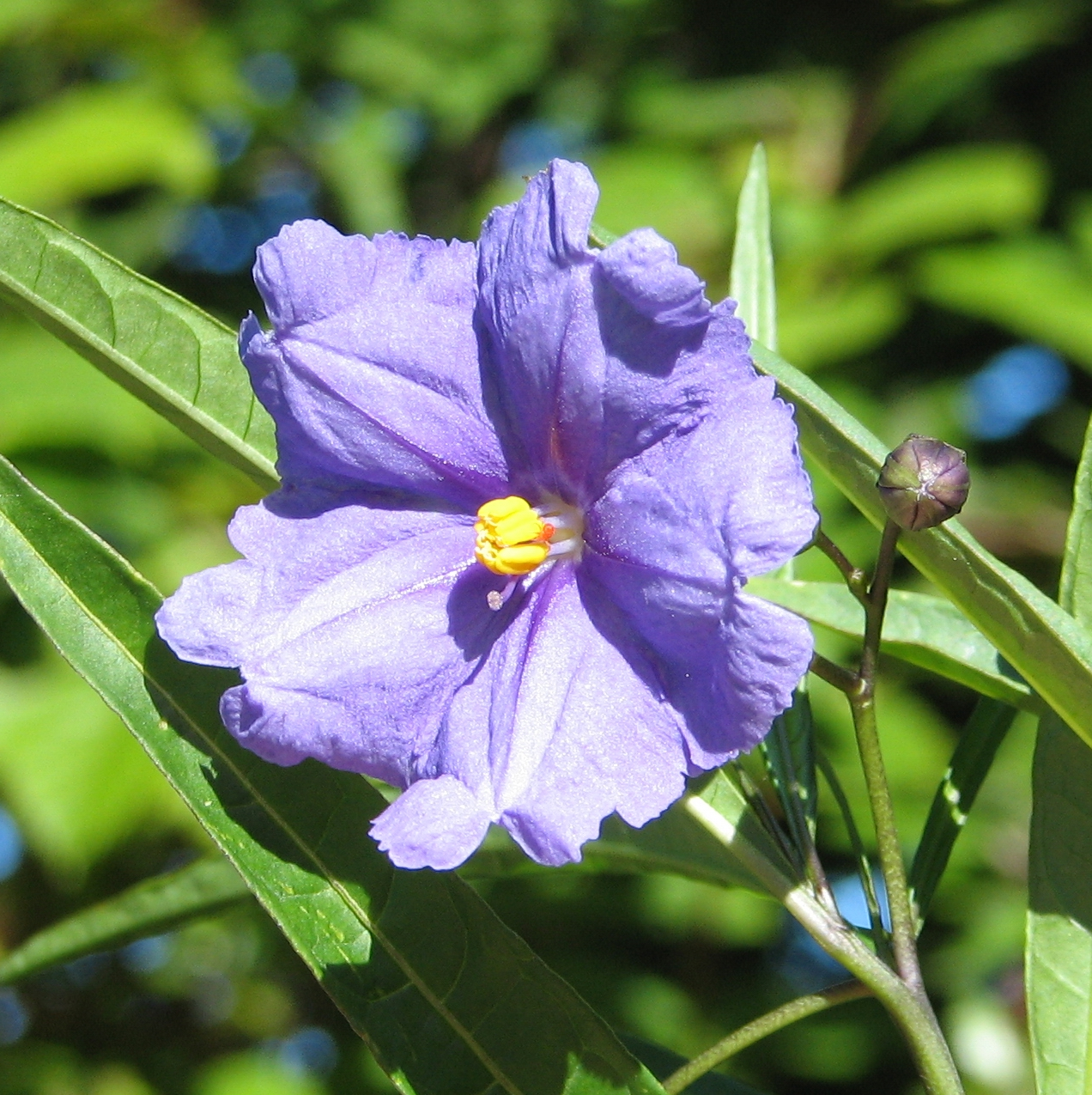
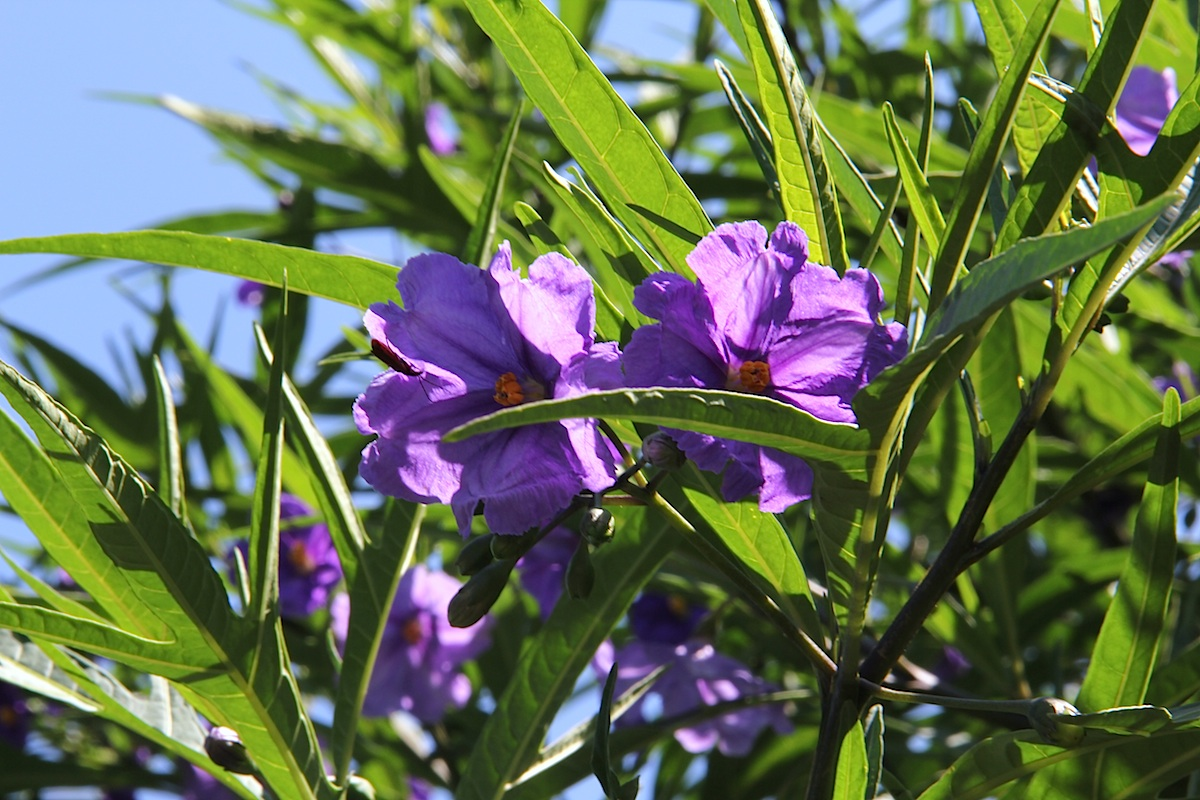
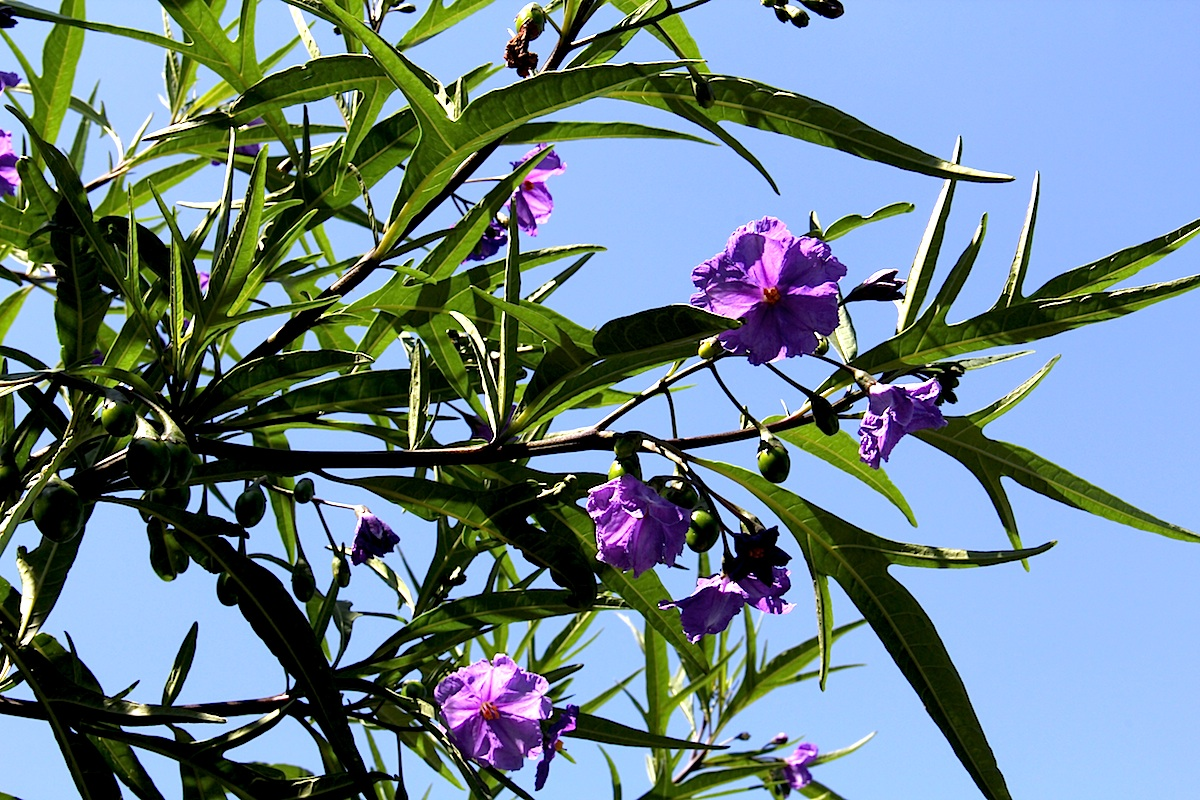